# シュールストレミング

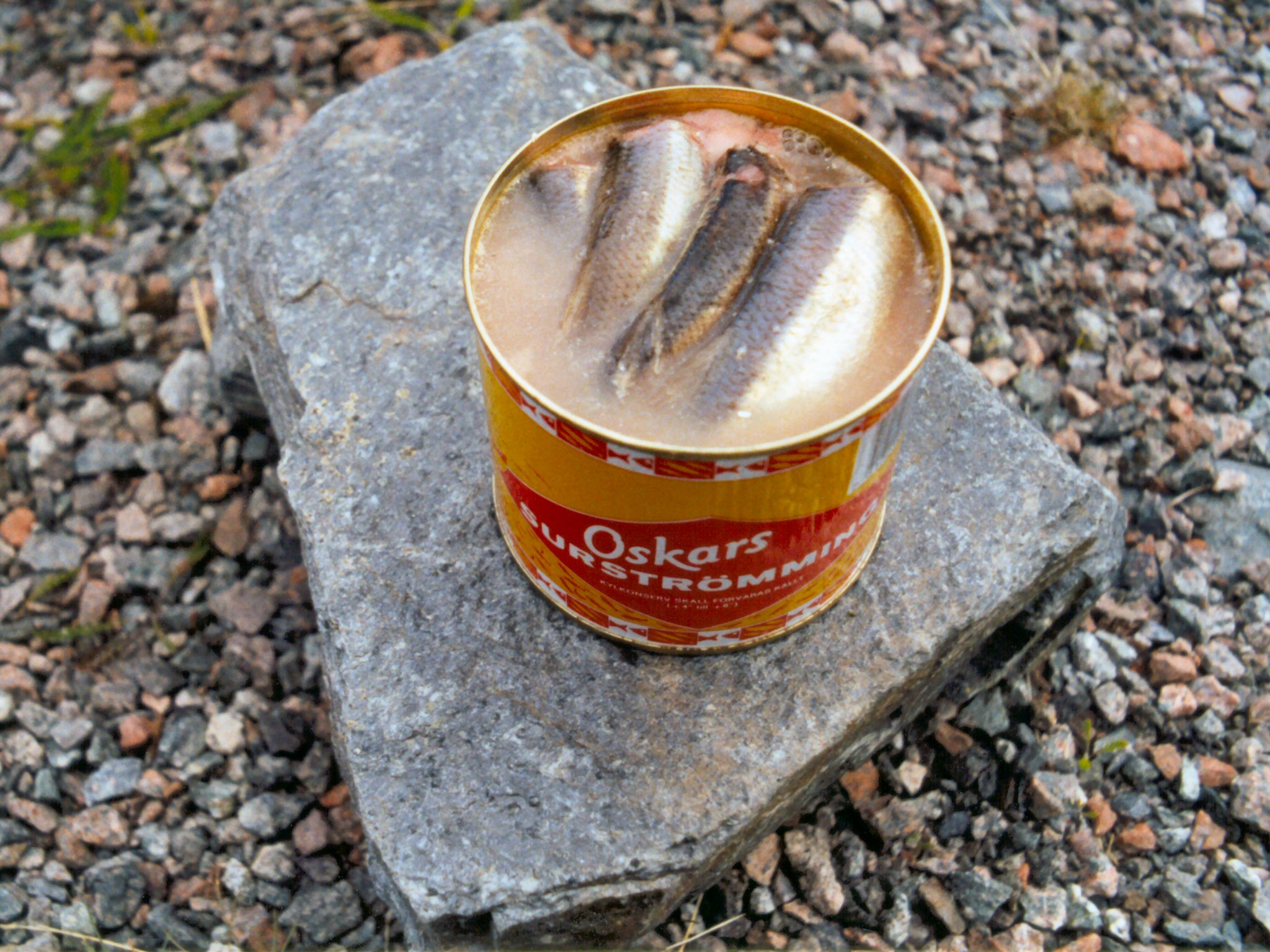
シュールストレミングの缶を開けたもの

シュールストレミング（スウェーデン語: surströmming [sʉ̌ːʂtrœmːɪŋ] 、フィンランド語: hapansilakka, hapankala）は、主にスウェーデンで生産・消費される、塩水漬けのニシンの缶詰。その強烈な臭いから、「世界一臭い食べ物」と評されることもある。スーシュトレンミン、シュルストレミングスとも呼ばれる。
シュールストレミングはスウェーデン全土の食料品店でよく売られており、2009年のシュールストレミングアカデミーの統計によると、年間約200万人がシュールストレミングを食べている。スウェーデンのシュールストレミングの輸出量は生産量のわずか0.2％である。
スウェーデン語で「スール（sur）」は「酸っぱい」を、「ストレンミング（strömming）」は「バルト海産のニシン」を意味する。フィンランド語のhapansilakkaも同じ意味で、hapankalaは「酸っぱい魚」を意味する。

## 概要
中世ヨーロッパでは食肉の代わりに塩漬けの魚（タラ、ニシン）が盛んに流通していたが、保存には塩が必要だった。北欧に位置するスウェーデンではニシンは豊富に獲れたが、製塩に必要な日射も薪も乏しく、塩は貴重品だった。それゆえに用いられた樽で薄い塩水に漬ける保存方法は、固形の塩と層状に詰め込む塩蔵保存に比べ、腐敗は防げても発酵は止められなかった。しかし、塩を節約して（通常では耐え難いほどの臭気を発する水準まで極度に発酵するが）ニシンを保存できることは、14世紀頃には既に広まり、17世紀には王軍の主要な糧食とされるに至った。
バルト海で4月から5月にかけて獲れた産卵期直前のニシンを材料とし（これはかつて勅令で定められていた）、頭とワタを除いたそれを90kg入り樽の薄い塩水に漬け、12～18℃で10～12週間発酵させる。商品によって切り身のままのもの、頭や腸も使っているもの、カズノコが一緒に入っているものなどがある。カズノコが入ったものを、付加価値がついたプレミアム缶として生産する会社もある。
発酵食品であるために食べ頃があり、販売の解禁日は8月の第3木曜日とされている。これは1940年代末、不完全に発酵した魚の販売を禁止する勅令により、スウェーデンではその年の生産物を8月の第3木曜日より前に販売することが禁じられた。この勅令はすでに施行されていないが、シュールストレミングの生産業者と小売業者はこの解禁日を維持している。これは涼しい北欧の場合で、日本の夏の気温下では注意する必要がある。開缶して魚体が液状化したものは、分解が進みすぎている。
開けたばかりのシュールストレミングの缶詰は世界で極めて腐った食べ物の匂いの一つで、韓国のホンオフェ、日本のくさや、アイスランドのハカールなど、同様に発酵させた魚料理よりもさらに強い。

## 缶詰
19世紀に缶詰が実用化されて以降、缶の中で発酵を継続させる形式のシュールストレミングが出現してきた。缶詰は7月に製造され、8月後半に食べ頃となる。

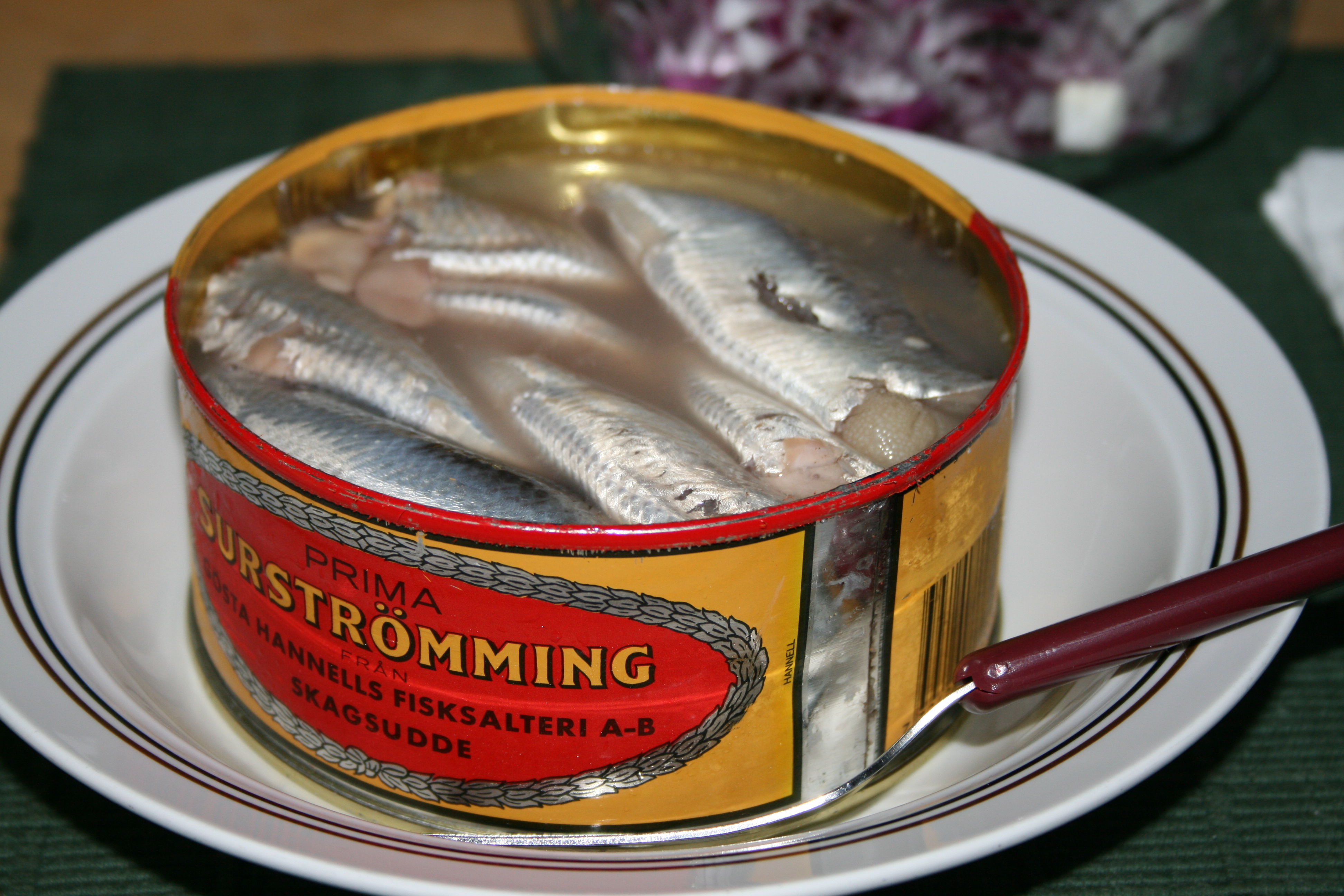
開缶されたシュールストレミング

通常、缶詰は保存食として製造されるため、内容物は滅菌される。しかしシュールストレミングは、日本の漬け物のように発酵状態を保ったまま缶詰にされ、缶の中で発酵が進行する。密封状態で発酵させるため、発生したガス（二酸化炭素など）圧によって丸く膨らむ。常温保存するとキムチのように発酵が進行するため、スウェーデン国内のスーパーマーケットなどでは、冷蔵コーナーに陳列されている。殺菌を行わないことから日本では缶詰の定義から外れ、JAS法などに基づき「缶詰」と標記できない。
開封する際は、そのガスによって汁が噴出すると臭いが広範囲に拡散するため、屋外で開けることが推奨されており、スウェーデンでは法的にも屋内での開缶が禁止されている。噴出を抑える手段として、水中で開封することも行われるなど開け方はいくつかあるが、缶を傾け内部にガスだまりを作ってそこに缶切りを突き立てる方法が最も一般的である。
また、発酵食品であるため保管環境により匂いや味が大きく異なり、インターネット上で行われている「試食会」等のレポートでは、その反応にかなりの差が見られる。北欧の干し魚料理ルートフィスクと同様に多くの人から強い反発を受ける食べ物である。スウェーデンでは他の地域よりも北部で人気がある。
2014年2月、ノルウェーにて25年間にわたり放置されたシュールストレミングの缶詰が小屋から発見された。缶詰は膨らみ切って小屋の屋根を2cm持ち上げるほどになっていたため、家主はノルウェー軍に通報したが、軍は家主に爆発物ではないことを伝え、軍が紹介したスウェーデンの缶詰の専門家が出動して処理にあたった。なお、中身は具材の原形を留めず液体状で臭気もひどく、食用に堪えられなかったとのことである。同年5月には、スウェーデン東海岸の倉庫で火災が起き、保管されていたシュールストレミングの缶詰1,000個が温度上昇によって破裂し始め、6時間にわたって次々に飛び散るという事態に至った。
2023年現在、スウェーデンの漁師が捕獲したバルト海産ニシンやその他のニシンの供給量は劇的に減少しており、バルト海産ニシン漁業は乱獲により漁獲量が非常に少ないため、小売業者は毎年のシュールストレミング解禁から数分以内に在庫がすべて売り切れてしまう。

### 入手方法
2006年のBBCによる報道によると、ブリティッシュ・エアウェイズやエールフランス等の大手航空会社では、飛行中の気圧低下により内圧の高いシュールストレミングの缶が破裂して周辺の荷物に悪臭が染み付く恐れがあるとして、航空機内への持込みが禁止されている。日本でシュールストレミングの輸入を扱っている三幸貿易は2018年、取材に答え、複数の輸送機関に断られたりしたものの、厳重な梱包の上、危険物扱い（国連番号3334）にて航空輸送を行ったことを明かしている。
気圧変化が少ない船舶輸送では、ヨーロッパから日本まで最短37日から2ヶ月近くかかり、また北欧の低い気温での保存を前提とする本品は、温度管理せずに熱帯を通過して輸送されると日本では発酵しすぎて固形部分が残っていないことがある。
2022年現在、上記の輸送困難と、日本国政府によるニシンのIQ（輸入割当制度）による輸入量制限で、日本では一般的にECサイトだけで購入が可能である。
なお例外として、在日本スウェーデン大使館のホール内に設置されている「TRY SWEDISH!」(スウェーデンの食文化を広めるプログラム)の自動販売機でも取り扱いがあり、関係者以外もイベントなどで入館が許可されている場合に限り購入できる。

### 臭み
気密性が高い缶の中で二次発酵を進めているのは、ハロアナエロビウム (Haloanaerobium) と呼ばれる嫌気性細菌の一種である。この細菌が発酵の過程で、強い悪臭を生成している。悪臭物質として、刺激臭のプロピオン酸、腐った卵のような硫化水素、腐ったバターのような酪酸、酸っぱいにおいのする酢酸などである。
その強烈な臭いは、魚が腐った臭い、または生ゴミを直射日光の下で数日間放置したような臭いともいわれる。臭気指数計ではくさやの6倍以上 (8070 Au) の値を示す。
臭い食べ物の代表例（食べ物の臭さの「順位付け」ではない）
Au: アラバスター単位、におい成分の成分量の単位である。においの強弱は、におい成分毎にヒトの感覚閾値との相乗値で評価され、純粋な「においの単位」ではない。

## 食べ方

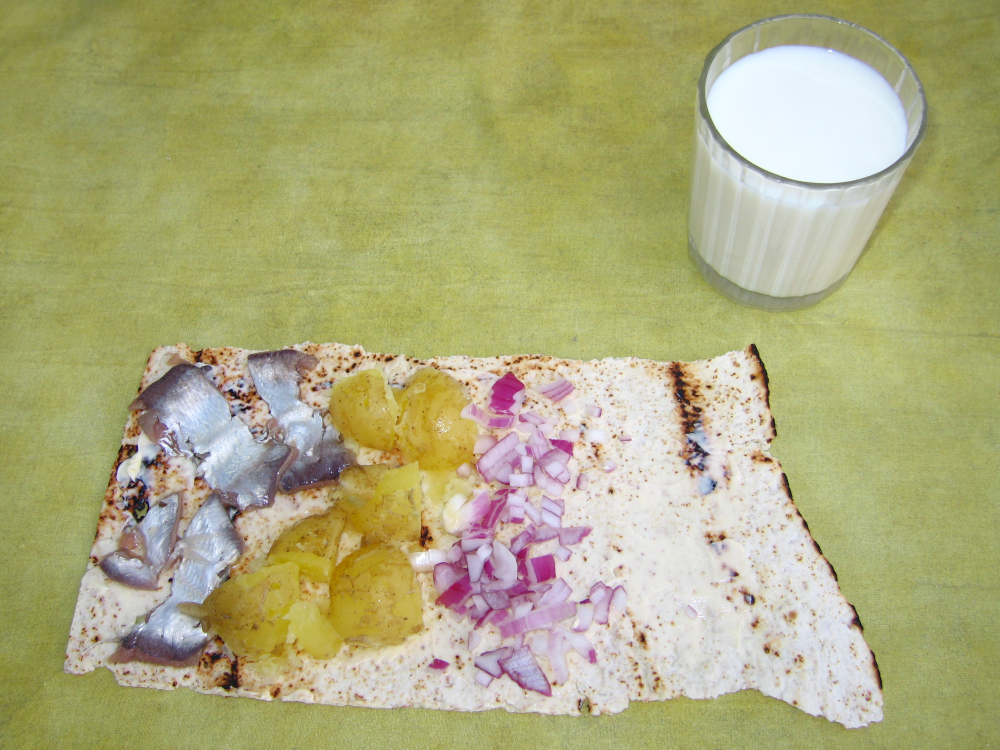
トゥンブロード（薄いパン）を、（向かって左から）シュールストレミング、ジャガイモ、タマネギと一緒に食べる。

フィレの場合は皮から身を剥がして、骨付きの場合は骨と皮を取り除き、塩気が強いので、ジャガイモやトマト、スライスした紫タマネギとGräddfil（スウェーデンのサワークリーム）とともにトゥンブロード（Tunnbröd, スウェーデンの薄いパン）に載せて食べる。
室内で食べると臭気がなかなか消えないので、屋外で食べることが多い。場合によっては食べる前にウォッカなどの酒類や牛乳などで洗うこともあり、アクアビット（北欧の蒸留酒）で洗うと3 - 4割臭みが減る という。

## 効果
生きた細菌が多く含まれているため、整腸効果は実感しやすい。

## 公式Tシャツ
2012年4月、株式会社スペースアイランドが一般公募による「シュールストレミング公式Tシャツ」デザインコンテストの開催を発表。当時のシュールストレミング輸入代理店が公認するTシャツとして、本コンテストでグランプリに輝いた作品が商品化された。シュールストレミングの体験者のみが購入できるという条件があり、「買ったことがある」「食べたことがある」「においを嗅いだことがある」のいずれかを満たすことが必要。